# Выборы в Законодательное собрание Республики Карелия (2011)
Выборы депутатов Законодательного собрания Республики Карелия пятого созыва прошли 4 декабря 2011, в единый день голосования, одновременно с выборами в Государственную думу Российской Федерации. Выборы уже во второй раз проводились по смешанной избирательной системе: из 50 депутатов 25 были избраны по партийным спискам (пропорциональная система), другие 25 — по одномандатным округам (мажоритарная система). Для попадания в думу по пропорциональной системе партиям необходимо было преодолеть 7%-й барьер. Срок полномочий пятого созыва — пять лет.
Для этих выборов в Республики Карелия было оборудовано 495 избирательных участков, из них 127 в Петрозаводске.

## Подготовка
21 апреля 2011 года на последнем заседании Законодательного Собрания Республики Карелия в первом чтении был принят законопроект «О внесении изменений в Закон Республики Карелия „О выборах депутатов Законодательного Собрания Республики Карелия“, который вносил изменения в методику распределения мест в парламенте и вызвал неоднозначную реакцию у депутатов. Вместо действовавшего метода Хэйра был принят модифицированный метод делителей Империали. 23 июня 2011 года законопроект был принят Законодательным Собранием, а 5 июля подписан главой республики Нелидовым.
Срок полномочий предыдущего созыва депутатов истекал 8 октября. Чтобы провести выборы в Законодательное Собрание в один день с выборами в Государственную думу РФ 4 декабря, в июле депутаты заксобрания приняли закон о продлении своих полномочий до момента вступления в свои полномочия депутатов следующего созыва, то есть примерно на два месяца.

## Участники
10 ноября завершилась регистрация кандидатов в депутаты. Шесть политических партий, заявивших об участии в выборах в Законодательное собрание, суммарно выдвинули 340 кандидатов по партийным спискам. От „Единой России“ было зарегистрировано 77 кандидатов, от „Справедливой России“ — 75, от „Яблока“ — 57, от КПРФ — 54, от ЛДПР — 47, от партии „Правое дело“ — 30.
По 25 одномандатным округам республики избирались 138 кандидатов. Из них 120 — кандидаты от политических партий, а 18 человек — самовыдвиженцы.
В середине ноября Верховный суд Республики Карелия по отстранил региональное отделение партии „Правое дело“ от участия в выборах в Законодательное собрание.

## Явка
Явка избирателей составила 50,03 %.

## Итоги
По итогам выборов в Законодательное собрание вошли 19 депутатов от „Единой России“, 12 депутатов от „Справедливой России“, 8 депутатов от КПРФ, 5 депутатов от ЛДПР, 4 депутата от „Яблока“ и 2 депутата-самовыдвиженца.

### Результаты выборов по спискам
Результаты голосования по партийным спискам следующие:
| Партия                                                                             | Партия                     | Общая часть списка                                                                      | Кандидатов в списке *      | Дата регистрации           | Голоса | % голосов | Мест в Собрании по списку |
| ---------------------------------------------------------------------------------- | -------------------------- | --------------------------------------------------------------------------------------- | -------------------------- | -------------------------- | ------ | --------- | ------------------------- |
|                                                                                    | Единая Россия              | Андрей Нелидов — Евгения Медведева — Александр Селянин — Лариса Жданова                 | 77                         | 26 октября 2011            | 84 424 | 30,12 %   | 8                         |
|                                                                                    | Справедливая Россия        | Ирина Петеляева — Виктор Степанов                                                       | 75                         | 7 октября 2011             | 62 364 | 22,25 %   | 6                         |
|                                                                                    | КПРФ                       | Александр Меркушев — Светлана Логинова — Александр Степанов                             | 54                         | 7 октября 2011             | 53 398 | 19,05 %   | 5                         |
|                                                                                    | ЛДПР                       | Владимир Жириновский — Александр Люшин — Тимур Зорняков — Евгений Беседный              | 47                         | 26 октября 2011            | 51 394 | 18,34 %   | 5                         |
|                                                                                    | Яблоко                     | Эмилия Слабунова — Дмитрий Рыбаков — Анатолий Рождествин — Галина Карасова — Иван Гусев | 57                         | 7 октября 2011             | 19 982 | 7,13 %    | 1                         |
| Партии, не преодолевшие барьер 7 %:                                                |                            |                                                                                         |                            |                            |        |           |                           |
|                                                                                    | Правое дело                | Артур Мяки — Елена Семкина — Александр Чесноков                                         | 30                         | 26 октября 2011            | —      | —         | —                         |
| Недействительные бюллетени                                                         | Недействительные бюллетени | Недействительные бюллетени                                                              | Недействительные бюллетени | Недействительные бюллетени | 8 700  | 3,10 %    |                           |
| Всего голосов:                                                                     | Всего голосов:             | Всего голосов:                                                                          | Всего голосов:             | Всего голосов:             |        | 100,00    | 25                        |
| * Общее число включённых в единый список кандидатов не может превышать 80 человек. |                            |                                                                                         |                            |                            |        |           |                           |

### Избирательные округа
| Одномандатный избирательный округ (центр округа) | Депутат (предшественник)                                  | Партия              | Число голосов | Процент |
| ------------------------------------------------ | --------------------------------------------------------- | ------------------- | ------------- | ------- |
| № 1 Октябрьский (Петрозаводск)                   | Виталий Красулин он же                                    | Единая Россия       | 4 142         | 37.74 % |
| № 2 Зайцевский (Петрозаводск)                    | Алексей Гаврилов Леонид Белуга                            | Справедливая Россия | 3 760         | 29.40 % |
| № 3 Неглинский (Петрозаводск)                    | Алексей Исаев Сергей Андриянов                            | самовыдвижение      | 2 970         | 24.41 % |
| № 4 Перевальский (Петрозаводск)                  | Николай Макаров Алексей Мосунов, затем Николай Полозов    | Единая Россия       | 3 301         | 27.80 % |
| № 5 Древлянский (Петрозаводск)                   | Девлетхан Алиханов он же, затем Наталья Азарова           | Единая Россия       | 6466          | 51.01 % |
| № 6 Лососинский (Петрозаводск)                   | Анна Позднякова Лариса Жданова                            | Яблоко              | 3 970         | 32.22 % |
| № 7 Береговой (Петрозаводск)                     | Лариса Степанова Наталья Доршакова                        | КПРФ                | 3 516         | 30.29 % |
| № 8 Кукковский (Петрозаводск)                    | Роман Силин Андрей Мазуровский                            | КПРФ                | 3 202         | 27.74 % |
| № 9 Ключевской (Петрозаводск)                    | Анастасия Кравчук Алексей Лучин                           | Яблоко              | 3 569         | 29.30 % |
| № 10 Северный (Лоухи)                            | Николай Зайков он же                                      | Единая Россия       | 3 839         | 35.73 % |
| № 11 Западно-Карельский (Муезерский)             | Владимир Семенов Михаил Мрыхин                            | Единая Россия       | 5 590         | 53.18 % |
| № 12 Костомукшский (Костомукша)                  | Вадим Андронов Евгений Денисов                            | Справедливая Россия | 5 751         | 43.78 % |
| № 13 Поморский (Беломорск)                       | Игорь Зубарев он же                                       | Единая Россия       | 5 294         | 44.69 % |
| № 14 Надвоицкий (Сегежа)                         | Андрей Рогалевич Геннадий Нечаев                          | Справедливая Россия | 3 408         | 35.46 % |
| № 15 Сегежский (Сегежа)                          | Татьяна Струкова Наталья Петриляйнен                      | Единая Россия       | 3 370         | 32.92 % |
| № 16 Медвежьегорский (Медвежьегорск)             | Эллиссан Шандалович Алексей Федотов                       | Единая Россия       | 4 440         | 41.54 % |
| № 17 Пудожский (Пудож)                           | Александр Неймеровец Олег Шереметьев                      | самовыдвижение      | 3 849         | 40.24 % |
| № 18 Кондопожский (Кондопога)                    | Владимир Бибилов Владимир Григорьев                       | Единая Россия       | 4 905         | 41.99 % |
| № 19 Гирвасский (Кондопога)                      | Виктор Иванов Виталий Федермессер, затем Владимир Бибилов | Единая Россия       | 5 338         | 50.43 % |
| № 20 Пригородный (Петрозаводск)                  | Ольга Шмаеник Ольга Сергеева                              | Единая Россия       | 3 560         | 34.05 % |
| № 21 Ведлозерский (Суоярви)                      | Валерий Колоушкин он же                                   | КПРФ                | 3 993         | 37.62 % |
| № 22 Олонецкий (Олонец)                          | Александра Спиридонова Александр Теребов                  | Яблоко              | 2 416         | 26.57 % |
| № 23 Питкярантский (Питкяранта)                  | Михаил Уханов он же                                       | Справедливая Россия | 3 939         | 44.05 % |
| № 24 Сортавальский (Сортавала)                   | Александр Федичев Светлана Токарева                       | Справедливая Россия | 3 966         | 38.27 % |
| № 25 Приладожский (Лахденпохья)                  | Виктор Позерн Дмитрий Беляев                              | Справедливая Россия | 5 962         | 57.32 % |